# Pierre Venant de Charmilly
Pierre François Venant de Charmilly est un officier supérieur de l'armée française et le leader des colons de Saint-Domingue lors de la cession de l'île aux Anglais en 1794.

## Biographie
Élu président de l'Assemblée coloniale de Saint-Domingue, il écrit à William Pitt en novembre 1790 pour lui demander de venir au secours de la colonie . Puis il se rend en délégation à Cuba et aux États-Unis dès l'automne 1791, afin de masquer l'ampleur des demandes effectuées par les colons de l'île aux anglais de la Jamaïque. En août 1792, il émigre en Angleterre. Il devint alors colonel au service de l'armée d'Angleterre. 
Il est ensuite le négociateur et le représentant des colons de Saint-Domingue lors de la cession de l'île aux Anglais en 1794, par le Traité de Whitehall.
Plus tard, il fut fait chevalier de l'ordre royal et militaire de Saint-Louis.
Pierre François Venant de Charmilly est mort à Gand, le 9 mai 1815. Il était auteur d’un ouvrage sur la colonie de Saint-Domingue, en réponse à un ouvrage de M. Bryan Edwàrds de la Jamaïque, dont il avait souhaité réfuter une partie du contenu.